# みちのく小唄
「みちのく小唄」（みちのくこうた）は、1971年6月5日に発売された藤圭子の8枚目のシングル。1971年3月5日に発売されたアルバム『さいはての女 』からのシングルカットである。

## 解説
- 「みちのく」（陸奥国）と呼ばれる東北地方各県の町名が登場する、ご当地ソングのひとつ。
- 本楽曲で、NHKの『第22回NHK紅白歌合戦』に出場した（2年連続の出演）。

## 収録曲
- 両楽曲共に、編曲：池田孝

1. みちのく小唄（3分23秒）
作詞：石坂まさを／作曲：野々卓也
2. 会津磐梯山
作詞・作曲：不詳（福島県民謡）

## 登場する県
- 青森県（津軽）
- 岩手県（北上）
- 秋田県
- 宮城県（仙台・松島）
- 山形県
- 福島県（須坂ばんだい・東山）

## 主な収録作品
- 藤圭子 伝説の名曲（1999年、BVCK- 37046）
- 聞いて下さい私の人生〜藤圭子コレクション（2000年、BVCK-37085/90）
- GOLDEN☆BEST 藤圭子（2005年、BVCK-38110）
- GOLDEN☆BEST 藤圭子 ヒット&カバーコレクション 艶歌と縁歌（2010年、MHCL-1825/6）